# 乔治·斯科尔斯
乔治·斯科尔斯（英語：George Scholes，1928年11月24日—2004年11月18日），加拿大男子冰球运动员，场上位置是前锋。他曾代表加拿大参加1956年冬季奥林匹克运动会冰球比赛，获得一枚铜牌。